# Doreen Shaikh
Doreen Shaikh es una deportista británica que compitió en natación sincronizada. Ganó una medalla de oro en el Campeonato Europeo de Natación de 1974, en la prueba de equipo.

## Palmarés internacional
| Campeonato Europeo | Campeonato Europeo       | Campeonato Europeo | Campeonato Europeo |
| Año                | Lugar                    | Medalla            | Prueba             |
| ------------------ | ------------------------ | ------------------ | ------------------ |
| 1974               | Ámsterdam (Países Bajos) | Medalla de oro     | Equipo             |